# حديقة الحفاظ علي المساحات البرية
حديقة المحافظة علي ضفاف نهر لندن ، المعروفة أيضًا باسم حديقة المحافظة علي ضفاف نهر لندن أو مساحة البرية، هي حديقة حماية رئيسية جديدة يتم تطويرها. تقع حديقة الحفظ في لندن، داخل منطقة هافرينج بلندن، وتمتد مساحتها أيضًا عبر الحدود الإدارية للعاصمة وإلى ثوروك في إسيكس. وهي تغطي الكثير من مستنقعات رينهام بالقرب من رينهام ووينينجتون وتبلغ مساحة الأرض 645 هكتارًا.
وضعت خطط لتطوير حديقة المحافظة علي ضفاف نهر لندن من قبل شركة لندن تيمز جيتواي للتطويرمن قبل مؤسسة تطوير بوابة التايمز في لندن (LTGDC) بتعاون مع حي لندن هافرينج، والجمعية الملكية لحماية الطيور (RSPB)، وعمدة لندن، ومجلس ثوروك، ومؤسسة شركة ثوروك تايمز جيت للتطوير على أرض ملك لـ LTGDC، ولندن حي هافرينج، و RSPB، وهيئة ميناء لندن، والمملكة القديمة المحدودة وشركة كلين اوي.
تم افتتاح الحديقة للجمهور في عام 2006  وتم وضع خطط لتطويرها في المستقبلي في منشور مشترك جديد،  أقرا بيل أودي، والذي يظهر لنا من المتوقع الانتهاء من المرحلة الأولى من التطوير في عام 2008، وبعد ذلك يتم وضع خطط للمراحل التاليه من أجل تطوير حديقة المحافظة علي ضفاف نهر لندن إلى منطقة جذب للزوار والسياح قادرة على جذب مليون زائر وسائح سنويًا عندما يتم اكتمال بناءها في عام 2023.
يتم النظر الي حديقة المحافظة علي ضفاف نهر لندن على أنها مساحة خضراء جديدة رائدة ورئيسية في قسم جانب نهر لندن داخل قسم لندن تايمز جيتواي. عند اكتمالها، ستشكل ملف 6.4 كيلومتر مربع (640 هكتارًا / 1580 فدانًا) منطقة محافظه وترفيه ووسائل راحة تبلغ مساحتها ضعف مساحة هامبستيد هيث.

## روابط خارجية
- مؤسسة تطوير بوابة التايمز في لندن
- مجلس هافرينغ - روث كيلي تفتح المرحلة الأولى من Rainham to Purfleet Path
- Wildspace لمدينة عالمية